# Cymatophoropsis confluens
Cymatophoropsis confluens là một loài bướm đêm trong họ Noctuidae.